# Mirowo Duże
Mirowo Duże is een plaats in het Poolse district  Starogardzki, woiwodschap Pommeren. De plaats maakt deel uit van de gemeente Skarszewy en telt 220 inwoners.